# Spyridium obcordatum
Spyridium obcordatum är en brakvedsväxtart som först beskrevs av Joseph Dalton Hooker, och fick sitt nu gällande namn av Winifred Mary Curtis. Spyridium obcordatum ingår i släktet Spyridium och familjen brakvedsväxter. Inga underarter finns listade i Catalogue of Life.